# 二天の滝
二天の滝（にてんのたき）は、秋田県仙北市にある滝。雄物川水系玉川の宝仙湖で合流する湯渕沢は大部分が比較的緩やかなナメ床の続く沢だが、途中、中の滝、二天の滝の2つの巨瀑が落ちている。二天の滝は上流部に位置し、直接アプローチ出来る登山道等はなく、上流からと下流からの遡行ルートがあるが、いずれも案内人が必要な秘境滝であり、仙北市の自治体や観光協会のサイト等でも全く触れられていない。

## 地質
二天の滝のある湯渕沢が流れる森吉山、椈森、女神山一帯は新第三紀末火山岩に分類される安山岩や石英安山岩からなる層に覆われ、田沢酸性火山岩と呼ばれている。西の森吉火山、東の焼山火山付近は火山から噴出した輝石安山岩に代表される第四紀火山岩に被覆されている。二天の滝は田沢酸性火山岩の分布地域に位置し、海抜800～1,000m前後の台地性地形と海抜450～900m前後の峻瞼な渓谷で構成されており、侵食輪廻の壮年期地形を呈している。そのため、この岩類の地域の沢川は急峻な渓谷を形成し、早瀬や滝が多く形成される。また田沢酸性火山岩類の火山砕屑流の末端部では，高さ80～150mの急崖を作る場合がある。湯渕沢の流れる一帯は列隙谷を作りやすい地形にあり、直角に近い角度で屈曲したり、本流と支流の合流もやはり直角に近い角度で合流したり、また特に河川にそった侵食作用でU字形の峡谷を作っており、深く平坦な曲がりくねった沢と突如現れる断崖に滝が存在する様相を示す。

## 交通アクセス
二天の滝へのアプローチは上流側と下流側の2ルートがある。
- 上流ルート - 国道341号から向かう場合は、宝仙湖の川崎橋から林道へ入りブナ森トンネルを目指して進み、トンネルを過ぎてさらに進むと分岐があるので左折(直進すると旧阿仁町方面)する。国道105号から向かう場合は、旧阿仁町市街から県道308号に入って東進し、打当終点まで進んでさらにブナ森トンネルを目指して進み、トンネルの手前の分岐を右折(直進するとブナ森トンネル)する。分岐点からはさらに林道を進み、上平を過ぎると再び分岐が現れるので右折(左は桃洞林道）する。しばらく進むと湯渕沢上流部に掛かる橋に着くので橋を越えた所にある広場に駐車し入渓する。ここから下流へ下る[2][3]。
- 下流ルート - 国道341号で宝仙湖の川崎橋から林道へ入り、ブナ森トンネル方面へは進まずに黒森側の湯渕沢出合い部分から入渓する[2][3]。

## 行程
- 二天の滝に至るルートは遡行を必要とする上級者コースで、懸垂下降を含む沢登りの経験が必須で、ガイドの随行が推奨される。
- 上流ルート
  - 湯渕沢上流部の林道橋から入渓し下流へ遡行する。地形図には点線で登山道が記されているが実際には不明瞭で使えない。湯渕沢上流部の流れはほぼ平坦な緩やかな流れで、深さも30cm程度のナメ沢が延々と続く。30分程度歩くと二天の滝の滝口に着く[2][3]。
  - 滝口から少し手前に戻って右手のコル(鞍部)を越えると、滝横から続く断崖の端に出る。ここから滝から遠ざかる方向へ断崖上部をトラバースし、やや緩やかなところまで進んだら懸垂下降にて崖を下る(最低限30～40mのザイルが必要)。崖下は滝へ向かって緩やかな下り坂となっているので、下っていくと滝前に到着する[2][3]。
- 下流ルート
  - 湯渕沢に入渓したら平坦な沢を上流へ遡行する。地形図には点線で中の滝まで登山道が示されているが、所々不明瞭となっていて、終盤は消失する。沢床が一枚岩のナメになってきたところからしばらく歩くと中の滝に出る[2]。入渓から中の滝までは60～90分程度。
  - 中の滝は左手の支沢から巻き、途中から右の稜線へと高巻きする。約30分かけて高巻きし、稜線上の踏み跡を辿って中の滝上流の沢に降りる[3]。
  - 中の滝を巻くと苔むした沢に降りる。ここからは再び平坦な沢となる。上流へさらに60～80分遡行すると二天の滝前に到着する[3]。終半は大きな岩が転がる部分もありやや歩きにくい。

## ギャラリー

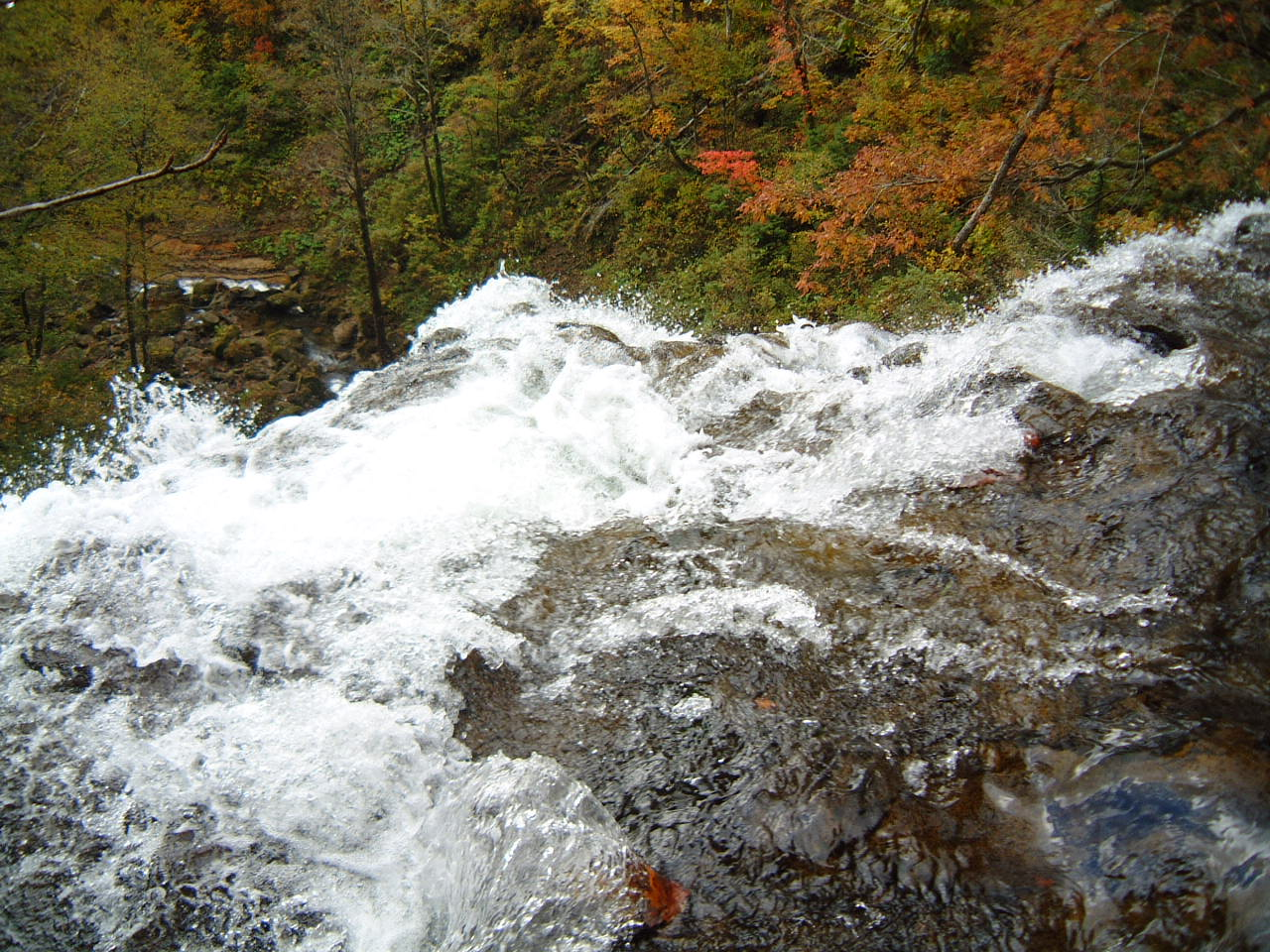
二天の滝の滝口 （2004年10月）
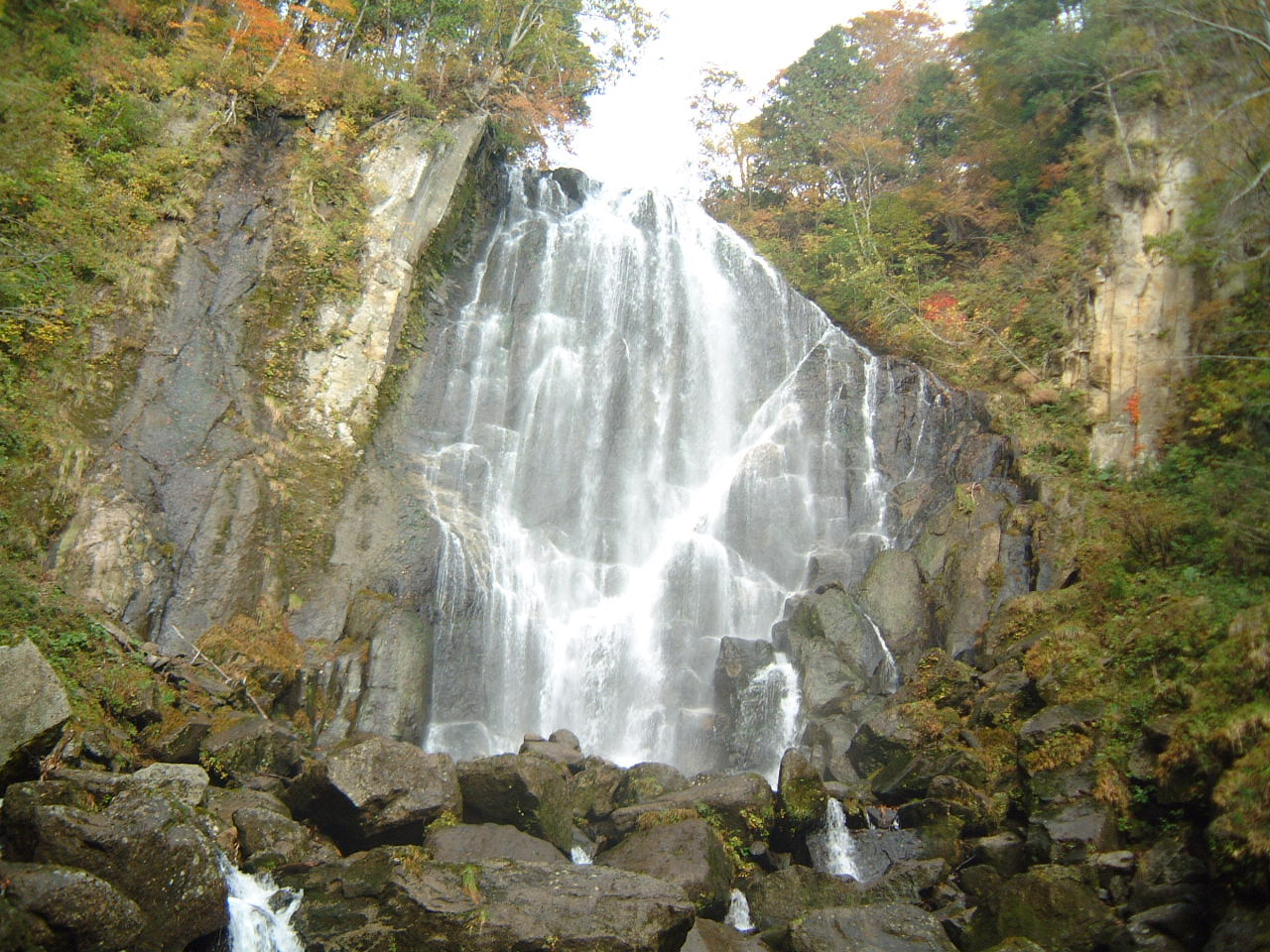
二天の滝全景 正面から （2004年10月）
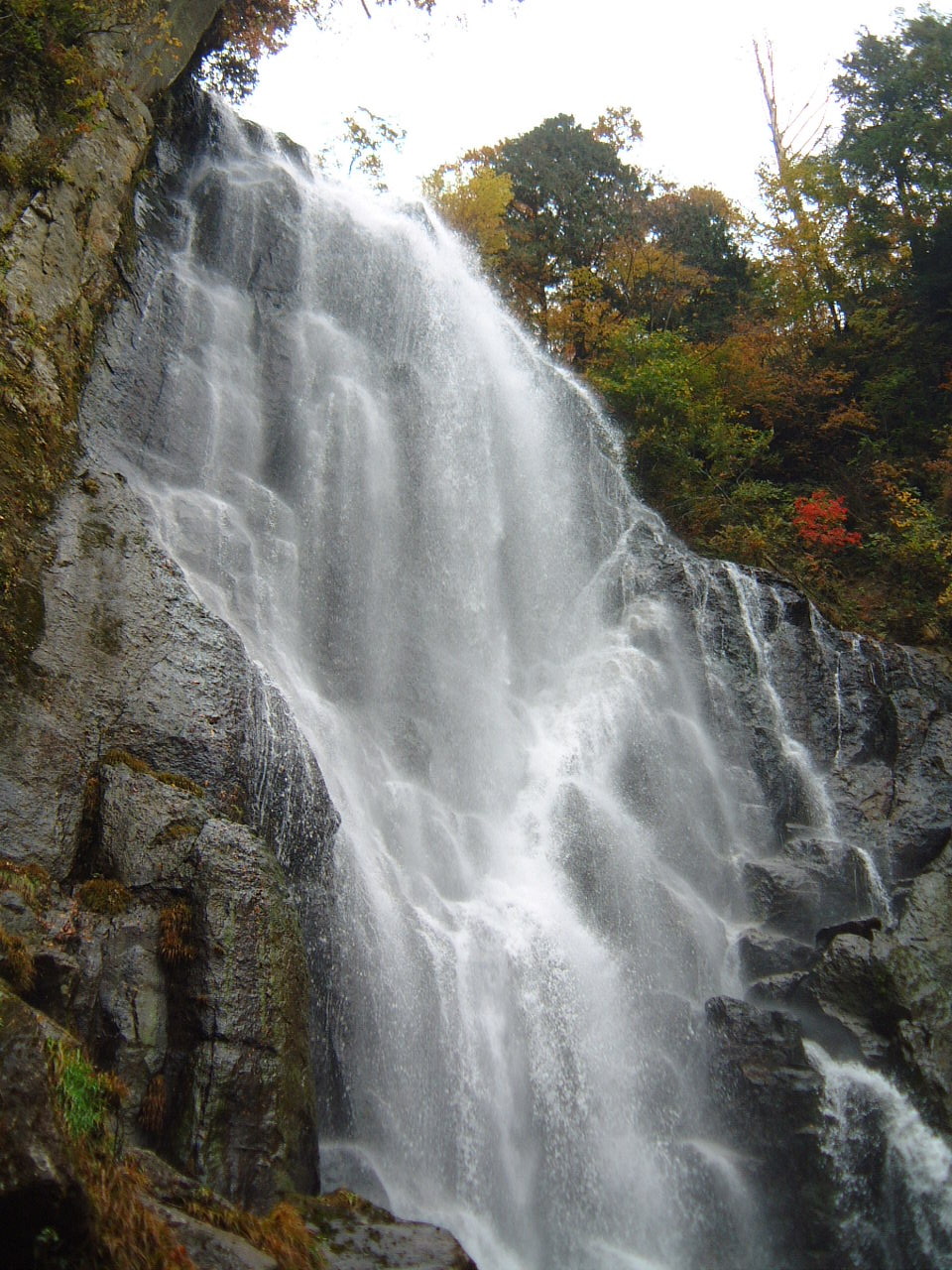
二天の滝全景 左から （2004年10月）
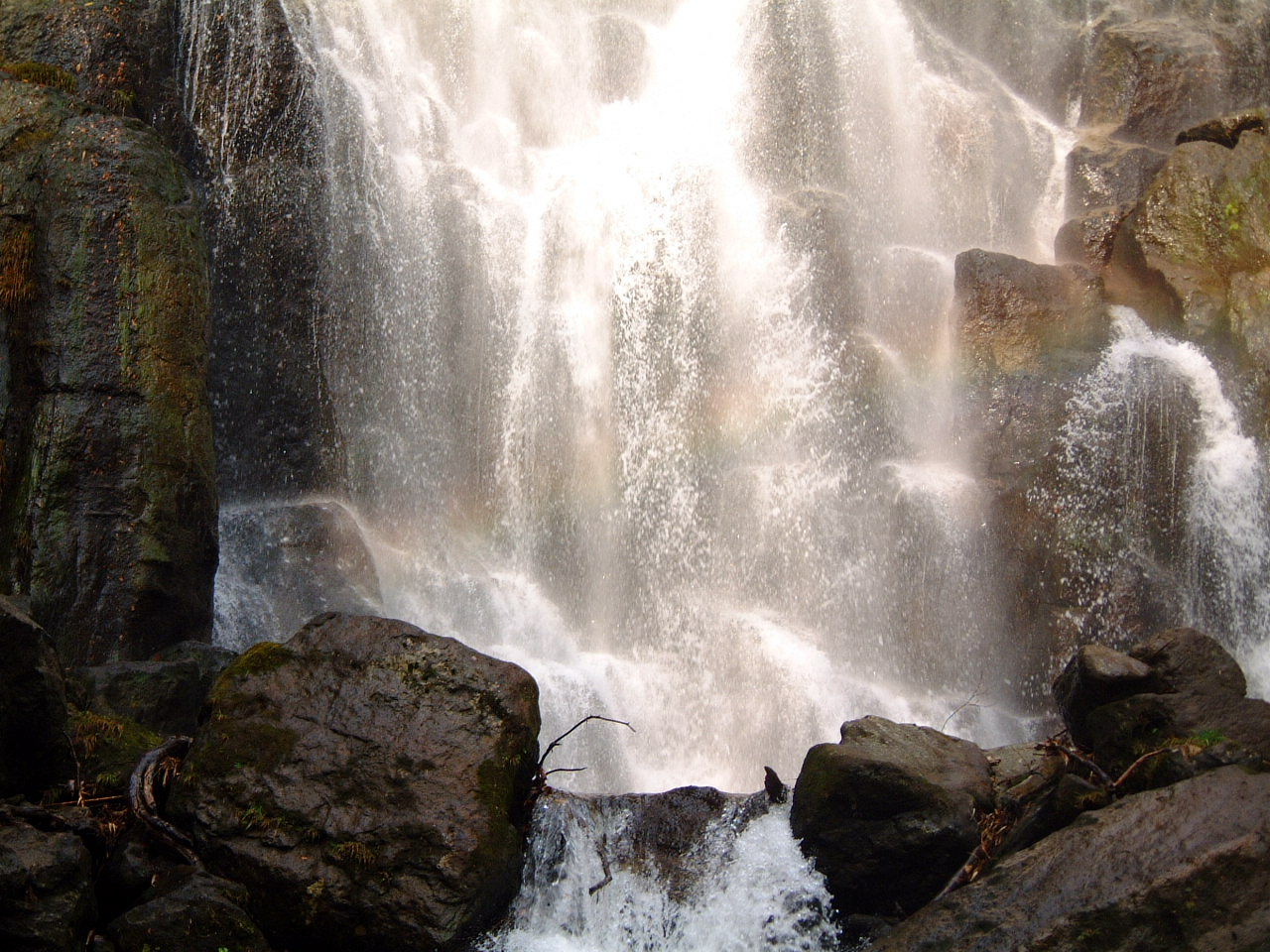
二天の滝にかかる虹 （2004年10月）